# Ракиеру, Николай Гаврилович
Николай Гаврилович Ракиеру (14.03.1919 — ?) — звеньевой полеводческой бригады колхоза «Виктория» Теленештского района Молдавской ССР, Герой Социалистического Труда (08.04.1971).
Родился в селе Старые Саратены, ныне Теленештский район Молдавии.
С 1946 года работал там же звеньевым в колхозе, который сначала назывался имени Сталина, а с 1961 года — «Виктория». Первое время выращивал только виноград, затем также кукурузу на зерно и сахарную свёклу.
В 1963 году его звено получило по 40 центнеров кукурузы в зерне с гектара, по 350 центнеров сахарной свеклы и по 60 центнеров винограда.
В 1966—1970 годах получено в среднем за год свыше 50 центнеров зерна кукурузы и 400 центнеров сахарной свеклы с гектара.
В 1973 году вырастил по 436 ц сахарной свеклы с гектара, затратив на 1 центнер 0,66 человеко-часа.
Герой Социалистического Труда (08.04.1971).